# Parvimico
 Parvimico  ist eine ausgestorbene Gattung der Primaten aus dem Formenkreis der Neuweltaffen (Platyrrhini), die während des frühen Miozäns im Gebiet des heutigen Amazonasbeckens von Peru vorkam. Zu dieser Gattung wurde bislang nur ein einziger fossiler Zahn, ein Molar M1, gestellt, der in die Zeit vor rund 18.9 ± 0,7 bis 17,1 ± 0,7 Millionen Jahren datiert wurde. Die einzige beschriebene Art der Gattung ist Parvimico materdei.

## Namensgebung
Die Bezeichnung der Gattung Parvimico ist zusammengesetzt aus dem lateinischen Wort „parvus“ (klein) sowie aus dem spanischen und portugiesischen Wort „mico“ (Affe). Das Epitheton materdei (Muttergottes) verweist auf den Fundort des Holotypus am linken Ufer des Río Alto Madre de Dios, eines hochgelegenen Quellflusses des Río Madre de Dios. Parvimico materdei bedeutet somit sinngemäß „Kleiner Affe vom Muttergottes-Fluss“.
Verwahrort des Fossils ist das Instituto de Paleontología – Vertebrados Fosiles der Universidad Nacional de Piura, Piura, Peru.

## Holotypus
Holotypus ist ein sehr kleiner, linker, ohne Abnutzungsspuren erhaltener Backenzahn M1 mit fehlenden Wurzeln aus einem Oberkiefer (Sammlungsnummer IPVF-5000), der in der Region Madre de Dios, rund 11 Kilometer unterhalb der Gemeinde Atalaya (Koordinaten: 12.8059 S; 71.394 W), am Ufer des Río Alto Madre de Dios geborgen wurde. Die Zahnkrone misst knapp 2 × 3 Millimeter, woraus in der Erstbeschreibung anhand von Vergleichen mit anderen Neuweltaffen geschlossen wurde, dass das Tier zu Lebzeiten nur rund 240 Gramm gewogen hat. Demnach handelt es sich bei Parvimico materdei um die bislang kleinste bekannte Art der Neuweltaffen aus dem frühen Miozän, vergleichbar groß wie heute lebende kleine Krallenaffen. Aus der Beschaffenheit des Zahns wurde ferner geschlossen, dass das Tier sich vermutlich von Früchten und Insekten ernährt hat. Die Kombination von Merkmalen der Zahnkrone (der Fissuren und Zahnhöcker) unterscheidet den Zahn von allen anderen, ähnlichen Fossilien, und zwar so sehr, dass die Gattung bislang keiner Familie zugeschrieben wurde.
Affen leben vermutlich seit 40 Millionen Jahren in Südamerika und sind dort seit 35 Millionen Jahren durch Fossilien belegt. Aus dem Zeitraum älter als vor rund 13 Millionen Jahren ist der Fossilnachweis aus dem Bereich der heutigen tropischen Gebiete, dem Hauptverbreitungsgebiet der rezenten Neuweltaffen und ihr vermutetes Entwicklungszentrum, allerdings nur spärlich. Grund hierfür ist, dass in tropischen und subtropischen Wäldern Knochen kaum fossil erhalten bleiben. Aufgrund seines Alters von rund 18 Millionen Jahren verkleinert der Zahn von Parvimico materdei daher ein wenig diese Lücke an fossilen Belegen. Außerhalb des heute tropischen Südamerikas ist der Fossilbericht an Neuweltaffen umfangreicher. Aus südlicheren Bereichen wie Patagonien und angrenzenden Gebieten sind Formen wie Tremacebus, Homunculus oder Chilecebus belegt, aus weiter nördlicheren etwa Panamacebus. Ihr Alter ist weitgehend vergleichbar mit dem zu Parvimico.

## Belege
1. 1 2 3 4 5   Richard F. Kay, Lauren A. Gonzales, Wout Salenbien, Jean-Noël Martinez, Siobhán B. Cookee, Luis Angel Valdivia, Catherine Rigsby, Paul A. Baker: Parvimico materdei gen. et sp. nov.: A new platyrrhine from the Early Miocene of the Amazon Basin, Peru. In: Journal of Human Evolution. Band 134, 2019, 102628, doi:10.1016/j.jhevol.2019.05.016, Volltext
2. ↑  World's smallest fossil monkey found in Amazon jungle. Auf: eurekalert.org vom 25. Juli 2019.